# ナガレンコ
ナガレンコ (学名: Argyrozona argyrozona) は、タイ科に分類される魚類の一種。ナガレンコ属 (学名: Argyrozona) は単型。南アフリカ共和国南部沖の固有種。

## 分類と名称
ナガレンコ属は1938年に南アフリカ共和国の魚類学者であるジェームズ・レナード・ブライアリー・スミスによって記載され、その唯一の種は Dentex argyrozona であった。D. argyrozona は、1830年にアシル・ヴァランシエンヌによって記載され、タイプ産地は南アフリカの喜望峰であった。キダイ亜科に分類されることもあるが、『Fishes of the World』第5版ではタイ科に亜科を認めていない。従来スズキ目に分類されていたが、『Fishes of the World』第5版では、タイ目に分類されている。属名と種小名は「銀色の帯」という意味で、死後体に現れる帯に由来する。

## 分布と生息地
インド洋西部に分布し、テーブル湾からグレイト・ケイ川河口までの南アフリカ共和国沖の固有種であり、クワズール・ナタール州以北では珍しい。成魚は水深50 - 200 mの荒れたサンゴ礁に生息し、幼魚はより浅い水域で見られ、成長につれて沖合のより深い水域に移動する。

## 形態

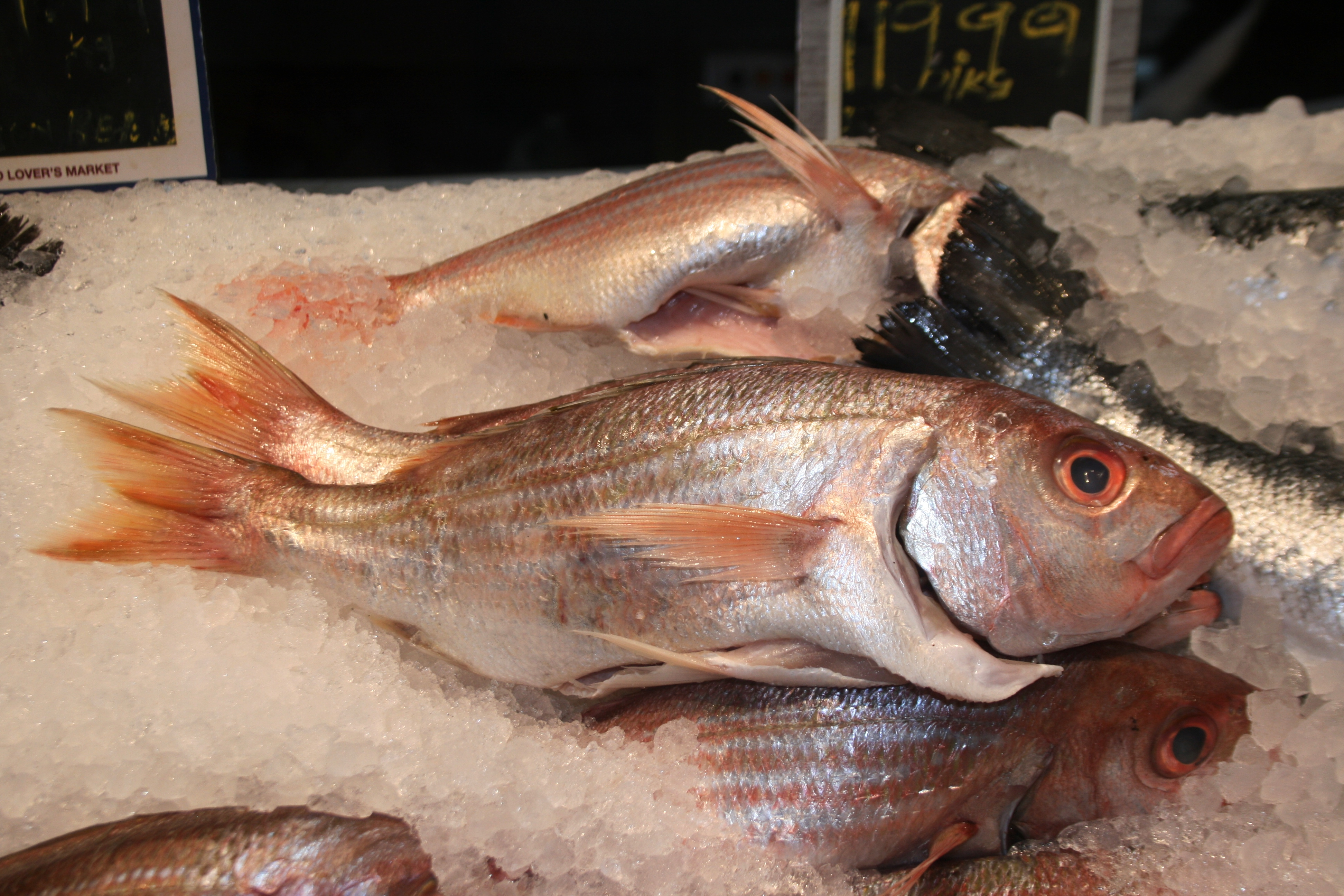
プレトリアの魚市場で撮影

体形は魚雷のようで、体高は頭長よりわずかに短く、頭部背面の輪郭は丸みを帯びる。下顎はわずかに突き出ており、上顎の後端は他の骨で覆われていない。後部の一対の鼻孔はほぼ円形である。背鰭は12棘と10 - 11軟条から成り、臀鰭は3棘と8軟条から成る。体色は赤みがかった銀色で、腹側の色は薄い。体側面には多数の赤い縦縞があり、死後すぐにそれらの間に銀色の縦縞が現れる。鰭は桃色で、眼はオレンジがかった赤色。全長は通常60 cmで、最大90 cm。

## 生態
タグを用いた研究により、一部の個体は100 km以上移動することが判明している。成魚の主な獲物はイカ、カタクチイワシ、イワシであり、幼魚はカニ、その幼生、端脚類、多毛類を捕食する。集団産卵を行うことが知られており、産卵は春に分布域南部で行われ、卵と仔魚は海流に乗って流される。仔魚はアガラス海流の沿岸地域に集まる。この種の生育場所はアルゴア湾とアガラスバンク中央部で発見されている。

## 人との関わり
商業漁業では重要な種であり、延縄やトロール網で漁獲される。1986年から2001年の間に行われた個体数の評価では、本種が乱獲されていることが示された。商業漁業は2003年から減少し、それ以降資源量はある程度回復した。しかしその個体数は保護措置によって維持されているため、国際自然保護連合は近危急種に指定している。